# 龙热尔
龙热尔（法語：Rongères，法語發音：[ʁɔ̃ʒɛʁ]）是法国阿列省的一个市镇，位于该省中部偏东南，阿列河以东，属于维希区。

## 地理
龙热尔（46°17'39"N, 3°27'1"E）面积8.95 平方千米，位于法国奥弗涅-罗讷-阿尔卑斯大区阿列省，该省份为法国中部省份，北起涅夫勒省、西北接谢尔省，西南至克勒兹省，南至多姆山省，东南临卢瓦尔省，东临索恩-卢瓦尔省。
与龙热尔接壤的市镇（或旧市镇、城区）包括：布塞、克雷希、朗日、蒙托尔德、阿列河畔瓦雷讷。

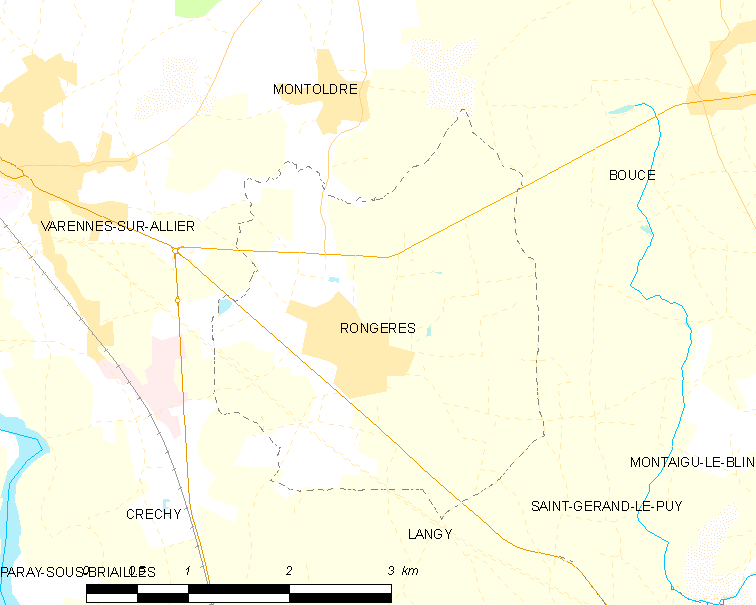
龙热尔的OSM定位图

龙热尔的时区为UTC+01:00、UTC+02:00（夏令时）。

## 行政
龙热尔的邮政编码为03150，INSEE市镇编码为03215。

## 政治
龙热尔所属的省级选区为锡乌勒河畔圣普尔桑县。

## 人口

1962-2008年间龙热尔人口变化图示

龙热尔于2022年1月1日时的人口数量为552人。